# Kingsley Amis
Pour les articles homonymes, voir Amis (homonymie) et Markham (homonymie).
Kingsley Amis, aussi connu sous le pseudonyme de Robert Markham, est un écrivain britannique, né le 16 avril 1922 à Clapham, un quartier de Londres, et mort près de Camden Town dans la même cité le 22 octobre 1995. Il suit des études littéraires à Oxford où il devient enseignant en littérature avant de professer à Swansea au pays de Galles et à Cambridge.

## Biographie
Il rédige ses premiers romans, dont Lucky Jim (1954), qui obtient un succès considérable, reçoit des prix littéraires et se voit adapté au cinéma.
En 1963, il abandonne l'enseignement pour se consacrer à temps plein à l'écriture et s'installe à Majorque. L'année suivante, il se lance dans la rédaction d'un article consacré à l'œuvre de Ian Fleming. Cet article, trop long devient un livre : The James Bond Dossier. Il devient alors l'expert du personnage de James Bond. À la mort de Ian Fleming, Glidrose Publications lui demande de lire et de critiquer le manuscrit de L'homme au pistolet d'or, que l'écrivain n'a pu terminer de corriger.
En 1968, Glidrose Publications, lui propose de rédiger un nouveau roman des aventures de James Bond, malgré les réticences d'Ann Fleming, veuve de l'auteur de l'agent 007. La société souhaite que l'ouvrage soit publié sous un pseudonyme, afin qu'éventuellement, d'autres auteurs puissent écrire de nouvelles histoires sous le même nom de plume. C'est donc sous le nom de Robert Markham que Colonel Sun, la première aventure de James Bond écrite par un autre écrivain qu'Ian Fleming, est publiée en 1969.
Le nouveau roman a peu de succès et malgré un second projet censé se dérouler au Mexique, le projet de romans de James Bond rédigés par d'autres auteurs que Fleming est abandonné pour quelque temps.
Kingsley Amis continue à écrire jusqu'à sa mort en 1995. Il est nommé commandeur de l'Ordre de l'Empire britannique (CBE) en 1981 et il est fait chevalier (d'où le prédicat de Sir) en 1990, pour services rendus à la littérature.
Passionné de science fiction et de jazz des années trente, il écrivait de tout, depuis les scripts publicitaires jusqu’aux critiques gastronomiques, en passant par les feuilletons radiophoniques, les téléfilms ou les polémiques politiques.
Son œuvre comporte vingt-quatre romans, plus d’une dizaine de recueils de poèmes, d’essais et de critiques diverses. Son fils Martin Amis, décédé le 19 mai 2023, est également un écrivain réputé.

## Œuvre

### Poésie
- Bright November, 1947
- A Frame of Mind, 1953
- Poems: Fantasy Portraits, 1954
- A Case of Samples: Poems 1946–1956, 1956
- The Evans County, 1962
- A Look Round the Estate: Poems, 1957–1967, 1968
- Collected Poems 1944–78, 1979

### Romans

#### SérieJim Dixon
- Lucky Jim, 1954 Publié en français sous le titre Jim-la-chance, traduit par Rose Celli, Paris, Plon, coll. Feux croisés, 1956 ; rééd. Lucky Jim, Paris, La Martinière, 2014
- That Uncertain Feeling, 1955
- I Like It Here, 1958
- Lucky Jim's Politics, 1968

#### SérieJenny Bunn
- Take a Girl Like You, 1960 Publié en français sous le titre Une fille comme toi, traduit par Jean Autret, Paris, Plon, 1965
- Difficulties with Girls, 1988

#### SérieJames Bond
- Colonel Sun: a James Bond Adventure, 1968 (signé du pseudonyme Robert Markham) Publié en français sous le titre Colonel Sun, Paris, Plon, coll. Espionnage, 1969

#### Autres romans
- The Legacy, vers 1948 (non-publié)
- One Fat Englishman, 1963 Publié en français sous le titre Un Anglais bien en chair, traduit par Claude Elsen, Paris, Plon, 1964
- The Egyptologists, 1965 (en collaboration avec Robert Conquest)
- The Anti-Death League, 1966
- I Want It Now, 1968 Publié en français sous le titre J'en ai envie tout de suite, traduit par Claude Elsen, Paris, Stock, 1969
- The Green Man, 1969 Publié en français sous le titre L'Homme vert, traduit par Marcelle Sibon, Paris, Stock, 1970 ; réédition, Verviers, Gérard, Bibliothèque Marabout. Fantastique no 398, 1972
- Girl, 20, 1971
- The Riverside Villas Murder, 1973
- Ending Up, 1974 Publié en français sous le titre Sur la fin, traduit par Isabelle Chapman, Paris, Payot et Rivages, 1999  (ISBN 2-228-89232-7) ; réédition, Paris, Payot et Rivages, Rivages poche no 404, 2002
- The Crime of the Century, 1975
- The Alteration, 1976
- Jake's Thing, 1978
- Russian Hide-and-Seek, 1980
- Stanley and the Women, 1984
- The Old Devils, 1986 - Prix Booker Publié en français sous le titre Les Vieux Diables, traduit par Marie-Anne Esquivié et Geneviève Vergerio, Paris, Littérature européenne, coll. Douze étoiles: Grade-Bretagne, 1988
- The Folks That Live on the Hill, 1990
- We Are All Guilty, 1991
- The Russian Girl, 1992
- You Can't Do Both, 1994
- The Biographer's Moustache, 1995 Publié en français sous le titre La Moustache du biographe, traduit par Pierre Lalet, Paris, Payot et Rivages, 1998  (ISBN 2-228-89151-7) ; réédition, Paris, Payot et Rivages, Rivages poche no 289, 2000
- Black and White, vers 1995 (inachevé)

### Recueils de nouvelles
- My Enemy's Enemy, 1962
- Collected Short Stories, 1980
- Mr Barrett's Secret and Other Stories, 1991

### Nouvelles isolées
- Hemingway in Space, 1960
- Mason's Life, 1972 Publié en français d'une seule nouvelle sous le titre L'Existence de Mason, dans Histoires de mirages, Paris, Le Livre de poche no 3816, 1984

### Autres publications
- Socialism and the Intellectuals, 1957
- New Maps of Hell: A Survey of Science Fiction, 1960 Publié en français sous le titre L'Univers de la science-fiction, traduit par Élisabeth Gilles, Paris, Payot, Petite bibliothèque Payot no 32, 1962
- The James Bond Dossier, 1965 Publié en français sous le titre Le Dossier James Bond, traduit par Claude Elsen, Paris, Plon, 1966
- The Book of Bond (en), or Every Man His Own 007, 1965 (signé du pseudonyme Lieutenant-Colonel William (Bill) Tanner)
- What Became of Jane Austen?, and Other Questions, 1970
- On Drink, 1972
- Rudyard Kipling and His World, 1974
- Everyday Drinking, 1983
- How's Your Glass?, 1984
- The Amis Collection, 1990
- Memoirs, 1991
- The King's English: A Guide to Modern Usage, 1997
- The Letters of Kingsley Amis, 2001
- Everyday Drinking: The Distilled Kingsley Amis, 2008